# Ždírec (Havlíčkův Brod-i járás)
Ždírec település Csehországban, a Havlíčkův Brod-i járásban. Ždírec Pohled, Kyjov és Havlíčkův Brod településekkel határos. Lakosainak száma 137 fő (2024. január 1.).

## Népesség
A település lakosságának változását az alábbi diagram mutatja:
| Lakosok száma | 139  | 137  | 159  | 118  | 132  | 139  | 141  | 143  | 146  | 137  |
|               | 1869 | 1890 | 1921 | 1950 | 1980 | 2001 | 2017 | 2019 | 2022 | 2024 |